# Жівалдо Барбоза
Жівалдо Барбоза (порт. Givaldo Barbosa; нар. 25 січня 1954) — колишній бразильський тенісист.
Найвищу одиночну позицію світового рейтингу — 78 місце досяг 30 липня 1979, парну — 32 місце — 20 травня 1985 року.
Здобув 3 парні титули.
Найвищим досягненням на турнірах Великого шолома було 3 коло в парному розряді.

## Фінали за кар'єру

### Парний розряд (3–2)
| Результат | W/L | Дата | Турнір              | Покриття | Партнер     | Суперники                        | Рахунок        |
| --------- | --- | ---- | ------------------- | -------- | ----------- | -------------------------------- | -------------- |
| Перемога  | 1–0 | 1982 | Ітапарика, Бразилія | Килим    | Жоао Суарес | Томас Кош Жузе Шмідт             | 7–6, 2–1, ret. |
| Перемога  | 2–0 | 1983 | Bahia, Бразилія     | Тверде   | Жоао Соарес | Рікардо Кано Томас Кош           |                |
| Поразка   | 2–1 | 1984 | Гштад, Швейцарія    | Ґрунт    | Жоао Соарес | Гайнц Ґюнтгардт Маркус Ґюнтгардт | 4–6, 6–3, 6–7  |
| Поразка   | 2–2 | 1985 | Форест-Гіллс, США   | Ґрунт    | Іван Клей   | Кен Флек Роберт Сегусо           | 5–7, 2–6       |
| Перемога  | 3–2 | 1985 | Мадрид, Іспанія     | Ґрунт    | Іван Клей   | Хорхе Бардо Альберто Тоус        | 7–6, 6–4       |